# Tamarix
Tamaris
« Tamaris » redirige ici. Pour les autres significations, voir Tamaris (homonymie).
Genre
Tamarix (en français, les tamaris ou tamarix) est un genre d'arbustes ou de petits arbres qui appartient à la famille des Tamaricacées.

## Description
Ses fleurs printanières (mars-avril) forment de nombreux chatons de couleur rose ou blanchâtre. Ses petites feuilles alternes et écailleuses sont semblables à celles de certains conifères. Le fruit est une petite capsule triangulaire.

## Répartition
Il apparaît dans les régions méditerranéennes et sur la côte Atlantique, où il peut pousser spontanément ou être cultivé. On le retrouve ainsi fréquemment sur les littoraux et en bordure des cours d'eau.

## Liste des espèces
Selon Plants of the World online (POWO) (8 avril 2024) :
- Tamarix africana Poir.
- Tamarix alii Qaiser
- Tamarix amplexicaulis Ehrenb.
- Tamarix androssowii Litv.
- Tamarix aphylla (L.) H.Karst.
- Tamarix aralensis Bunge

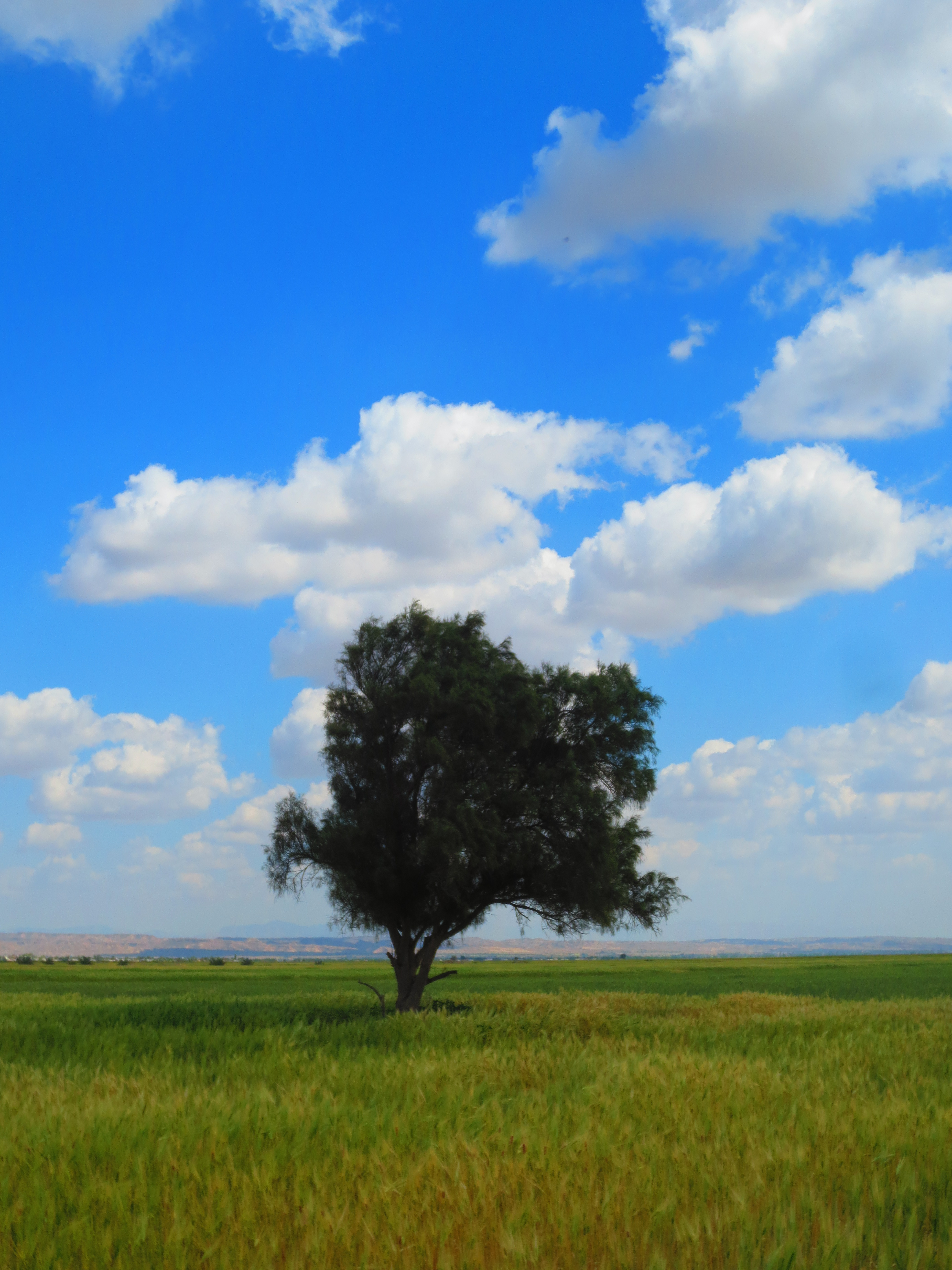
Tamaris dans le village d'Ateybeh, dans la Province de Bouchehr, en Iran.

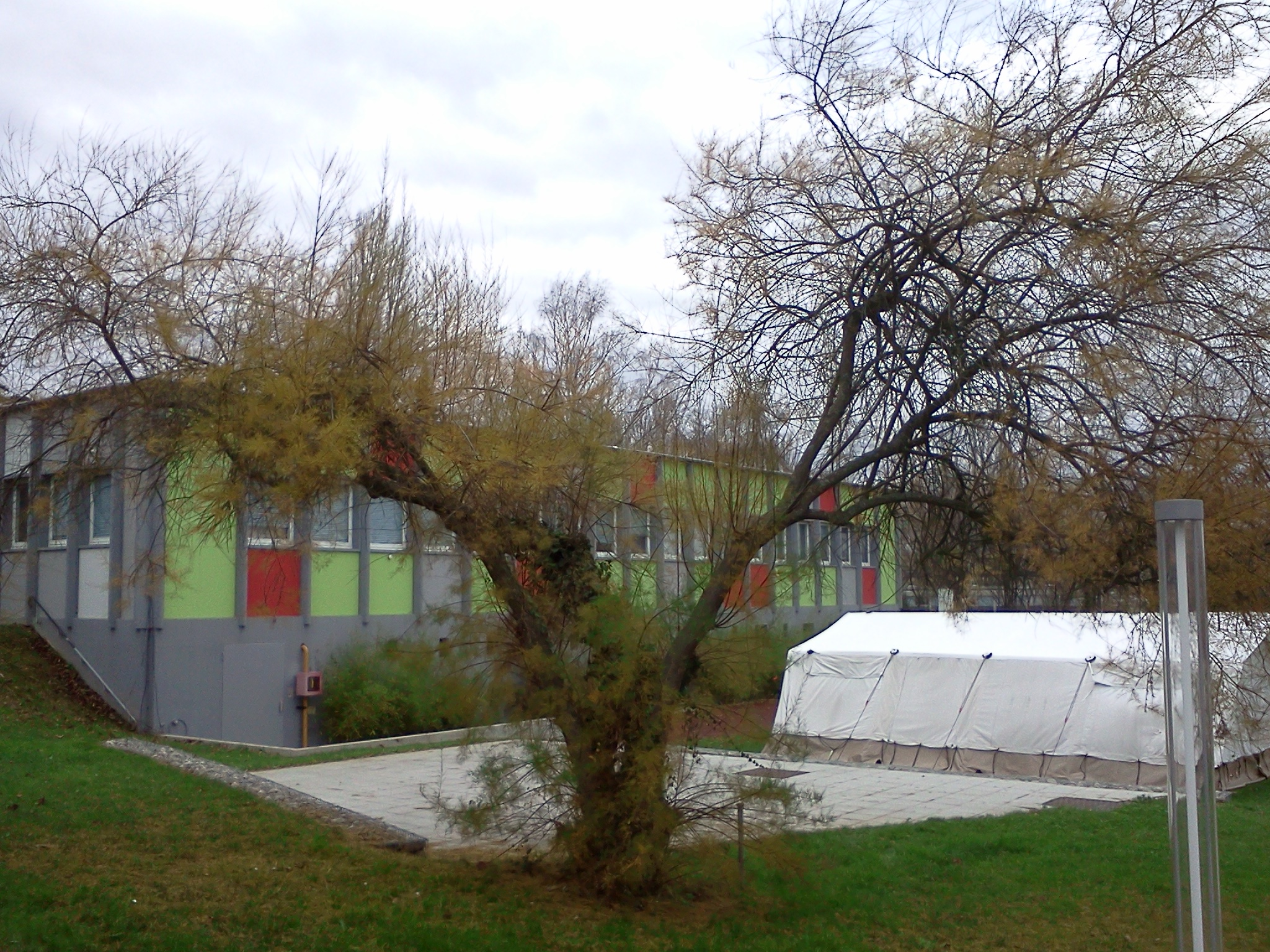
Tamaris sur le campus de l'Université de Haute Alsace.

- Tamarix arborea (Sieber ex Ehrenb.) Bunge
- Tamarix arceuthoides Bunge
- Tamarix aucheriana (Decne. ex Walp.) B.R.Baum
- Tamarix austromongolica Nakai
- Tamarix baluchistanica Qaiser
- Tamarix boveana Bunge
- Tamarix brachystachys Bunge
- Tamarix canariensis Willd.
- Tamarix chinensis Lour.
- Tamarix dalmatica B.R.Baum
- Tamarix dioica Roxb. ex Roth
- Tamarix dubia Bunge
- Tamarix duezenlii Çakan & Ziel.
- Tamarix elongata Ledeb.
- Tamarix ericoides Rottler & Willd.
- Tamarix florida Bunge
- Tamarix gallica L.
- Tamarix gansuensis H.Z.Zhang ex P.Y.Zhang & M.T.Liu
- Tamarix gennessarensis Zohary
- Tamarix gracilis Willd.
- Tamarix hampeana Boiss. & Heldr.
- Tamarix hispida Willd.
- Tamarix hohenackeri Bunge
- Tamarix humboldtiana Akhani, Borsch & N.Samadi
- Tamarix indica Willd.
- Tamarix jintaensis P.Y.Zhang & M.T.Liu
- Tamarix jordanis Boiss.
- Tamarix karelinii Bunge
- Tamarix kasahorum Gorschk.
- Tamarix kermanensis B.R.Baum
- Tamarix komarovii Gorschk.
- Tamarix korolkowii Regel & Schmalh.
- Tamarix kotschyi Bunge
- Tamarix kutchensis B.V.Shetty & R.P.Pandey
- Tamarix laxa Willd.
- Tamarix leptopetala Bunge
- Tamarix leptostachya Bunge
- Tamarix litwinowii Gorschk.
- Tamarix macrocarpa (Ehrenb.) Bunge
- Tamarix mascatensis Bunge
- Tamarix meyeri Boiss.
- Tamarix minoa J.L.Villar, Turland, Juan, Gaskin, M.A.Alonso & M.B.Crespo
- Tamarix mongolica Nied.
- Tamarix negevensis Zohary
- Tamarix nilotica (Ehrenb.) Bunge
- Tamarix octandra Bunge
- Tamarix pakistanica Qaiser
- Tamarix palaestina Bertol.
- Tamarix parviflora DC.
- Tamarix passerinoides Delile ex Decne.
- Tamarix pycnocarpa DC.
- Tamarix ramosissima Ledeb.
- Tamarix rosea Bunge
- Tamarix sachensis P.Y.Zhang & M.T.Liu
- Tamarix salina Dyer
- Tamarix sarenensis Qaiser
- Tamarix senegalensis DC.
- Tamarix smyrnensis Bunge
- Tamarix stricta Boiss.
- Tamarix sultanii Qaiser
- Tamarix szovitsiana Bunge
- Tamarix taklamakanensis M.T.Liu
- Tamarix tarimensis P.Y.Zhang & M.T.Liu
- Tamarix tenuissima Nakai
- Tamarix tetragyna Ehrenb.
- Tamarix tetrandra Pall. ex M.Bieb.
- Tamarix usneoides E.Mey. ex Bunge

## Plante envahissante
Plusieurs espèces de Tamaris (Tamarix parviflora, T. ramosissima, T. chinensis) ont été importés au XIXe siècle aux États-Unis pour leur beauté et leur capacité à fixer les berges et rivages. Elles sont devenues des plantes envahissantes en colonisant le Sud-Ouest des Etats-Unis au détriment de saules et de peupliers autochtones. En concentrant le sel dans leurs racines et dans leurs feuilles, les Tamaris modifient la teneur en minéraux des sols, de sorte que les espèces indigènes sont éliminées. Plus de 4 000 km2 ont ainsi été conquis et soumis à un risque d'incendie accru vu l'inflammabilité du Tamaris. Des essais de lutte biologique contre le Tamaris par l'introduction de chrysomèles du genre Diorhabda ont montré une efficacité significative.

## Horticulture
Les espèces et cultivars suivants sont estimés en culture: T. hispida, T. juniperina, T. pentandra ( = T. hispida variété aestivalis), "Rubra", T. tetandra. Ils poussent jusqu'en Hollande et en Allemagne sur des sols sableux humifères et tolèrent une haute teneur en sel. La méthode de multiplication conseillée est la bouture de bois sec dès février.

## Mythologie

### La manne desHébreuxou duSinaï
Exsudat du tamaris (Tamarix mannifera) par suite de la piqûre de la cochenille Trabutina mannipara ou miellat issu de cet insecte, cette manne serait, pour certains auteurs, la manne de la Bible.

### Lemythe d'Osiris
Après l'assassinat du dieu Osiris par son grand frère Seth, jaloux, le coffre contenant le corps d'Osiris, porté par les courants se retrouve en Phénicie, à Byblos, où il vient s'encastrer dans le tronc d'un tamaris géant.

## Toponymie
La localité de Los Tamariscos en Argentine, dans la province de Chubut, tient son nom du tamarix.
Au Maroc, la ville de Tarfaya tire son nom de l'appellation locale du tamarix, tarf.